# کازمو
کوزمو رباتی کوچک ساخته شده توسط شرکت آنکی است مدل اولیه کوزمو یک ربات سفید و خاکستری کوچک با طرح های جزِییات قرمز رنگ است این ربات از دستور هایی که به اسم موتور احساس ها شناخته شده است استفاده می کند تا با با این روش قادر باشد احساسات انسانی را تقلید کند نسخه های بعدی این ربات به رنگ های قرمز سفید و آبی منتشر شد

## کاربرد ها
ربات کوزمو دارای یک برنامه برای تلفن های همراه است که از طریق وای فای متصل شده و اجازه میدهد شخص و کوزمو تعامل بهتری داشته باشند همچنین همچنین نیازهای پردازشی سنگین‌تر را به گوشی هوشمند منتقل می‌کند.
کوزمو از طریق دوربینی که می تواند چهره هارا تشخیص دهد اطراف خود را می بیند در ماه نوامبر سال 2016 دوربین آن بروزرسانی به قابلیت دید در شب شد . کوزمو همچنین دارای یک حالت " کاوشگر" است که در آن شخص می‌تواند کوزمو را زمانی که در محیط خود حرکت می‌کند، کنترل و مدیریت کند
کوزمو قسمت های اختصاصی که حاوی حسگرهایی هستند که از آن برای بازی و همچنین برای کمک به کوزمو برای درک بهتر اطراف خود استفاده میکند استفاده از این قسمت ها امکان بازی‌های متعددی را برای کاربر و کوزمو با استفاده از تلفن هوشمند همراه فراهم می‌کند.
- بازی کوییک تپ در این بازی شخص و کوزمو مسابقه می دهند تا زمانی که چراغ های رنگی با هم یکی بود خانه ای را لمس کنند بسیاری از منتقدان بر این باور بودند که در ابتدا کوزمو سرعت واکنش کمتری داشت، اما با ادامه بازی، سرعت او زیاد شد
- بازی کیپ وی   شامل فعالیت کاربر برای نزدیک کردن قطعه ای به کوزمو است و کشیدن آن به عقب قبل از اینکه کوزمو بتواند آن را لمس کند،

پس از هر بازی، کوزمو با ظاهر کردن حالت‌های چهره ناامید زمانی که می‌بازد و جشن گرفتن و خوشحالی زمانی که برنده می‌شود، واکنش نشان می‌دهد.
کوزمو همچنین دارای یک سری فعالیت ها به اسم احتیاج ها است که در آن شخص باید چندین کار انجام بدهد تا کوزمو را حفظ ( maintain) کند یکی از این نیاز ها انرژی نام دارد که در آن مکعبی باید تکان دهید و سپس در چلوی کوزمو قرار دهید تا کوزمو انرژی آن را جذب کند .
"Cozmo Performs " که در سال 2018 ساخته شد به شخص اجازه می دهد تا شخص حالت چهره کوزمو را به وسیله گوشی موبایل کنترل کند

## طراحی و مشخصات ظاهری آن
وزمو یک ربات کوچک و سبک وزن با یک بازوی تکی و دو زنجیر با حرکت است. بدنه کوزمو بیشتر سفید و خاکستری است با جزئیات قرمز ، و دارای یک نمایشگر او ال ای دی مکعبی شکل سیاه است که به عنوان چهره آن استفاده شده . این ربات دارای یک بازوی تکی به شکل بیل مکانیکی است که برای لمس و تعامل با محیط و شخص ، و همچنین برداشتن مکعب‌هایی که همراه آن بسته‌بندی شده‌اند، استفاده می‌شود.

## توسعه و پیشرفت ها
از زمان اطلاعیه شرکت  Anki Drive در سال ۲۰۱۳، شرکت آنکی در ساخت ربات‌هایی شبیه به اسباب‌بازی و هوش مصنوعی  متخصص شد . هنگامی که شرکت Anki Drive در حال پیشرفت بود، یکی از بنیان‌گذاران و رئیس آنکی، هانس تاپاینر، گفت که  او " متوجه شد که شخصیت‌ها و اشخاص اهمیت زیادی دارند"، هرچند که "ماشین‌ها بهترین شکل برای نشان دادن شخصیت‌ها نیستند". این موضوع به توسعه کوزمو منجر شد، یک ربات کوچک که هدف آن "زنده کردن شخصیتی بود که معمولاً فقط در فیلم‌ها می‌بینید".
در آن زمان بود که توسعه دهندگان شرکت Cozmo، Anki تصمیم گرفتن یادگیری ماشینی لازم ربات را به شخصیت آن تبدیل کند. به عنوان مثال، زمانی که نیاز به جمع آوری اطلاعات پیرامون خود داشته باشد، کنجکاو عمل می کند. کارکنان توسعه دهنده مجموعه ای اختصاصی از الگوریتم ها به نام "موتور احساس" را ایجاد کردند که به Cozmo اجازه می دهد تا به طور دقیق احساسات انسانی را تقلید کند.[8] بوریس سافمن، یکی از بنیانگذاران و مدیرعامل شرکت Anki  در مصاحبه ای بیان کرد که چگونه Cozmo به طور هدفمند برای ناقص بودن طراحی شده است، زیرا او کمال را "خسته کننده" می دانست. او توضیح داد که "وقتی [کوزمو] می رود و کاری را انجام نمی دهد، این چیز بدی نیست" و اینکه طراحی کوزمو برای واکنش به شکست خود "فرصتی خوبی برای نشان دادن احساساتی که ایجاد می شود" ایجاد می کند. طراحی انیمیشن‌ها و عبارات Cozmo توسط انیماتور کارلوس بائنا، که قبلا با پیکسار برای انیمیشن چندین فیلم کار کرده بود، رهبری شد. انیمیشن‌های Cozmo نیز از Maya برای ارائه برخی از انیمیشن‌های Cozmo استفاده می‌کنند.
کوزمو در تاریخ ۱۶ اکتبر ۲۰۱۶ با قیمت خرده‌فروشی ۱۸۰ دلار آمریکا در ایالات متحده منتشر شد. یک مدل محدود به نام "Interstellar Blue" در ۲ نوامبر ۲۰۱۸ نیز منتشر شد
مزمان با عرضه کوزمو، آنکی نسخه بتا با یک کیت توسعه نرم‌افزار (SDK) را برای استفاده کوزمو منتشر کرد. در ۲۶ ژوئن ۲۰۱۷، همزمان با انتشار کامل SDK، که "آزمایشگاه کدنویسی کوزمو" نامیده شد، یک به‌روزرسانی منتشر شد که از Scratch برای فراهم کردن کدنویسی ساده‌تر برای مخاطبان جوان‌تر استفاده کرد. تاپاینر اظهار داشت که امکانات کدنویسی کوزمو او را متوجه کرد که "این بسیار شبیه یک سیستم‌عامل مانند iOS یا Android است، اما برای یک ربات". "آزمایشگاه کدنویسی" در دسامبر ۲۰۱۷ به‌روزرسانی شد تا شامل چندین قابلیت دیگر، به‌ویژه "عبارات شرطی" باشد.
آنکی در آوریل ۲۰۱۹ پس از ناتوانی در تأمین سرمایه‌گذاری‌های جدید، با وجود اینکه در ابتدا ۲۰۰,۰۰۰,۰۰۰ دلار آمریکا سرمایه جمع‌آوری کرده بود، ورشکست شد و تعطیل شد. در همان سال، Digital Dream Labs مالکیت کوزمو و جانشین آن Vector را به دست آورد. Digital Dream Labs ربات‌ها را در سال ۲۰۲۱ مجدداً راه‌اندازی کرد.

## بازخورد ها
هنگام معرفی کوزمو، سایت CNET اظهار داشت که "مثل یک نسخه واقعی از انیمیشن وال ای به نظر می‌رسد". دوویندرا هاردوار از Engadget شخصیت و رفتارهای کوزمو را "مانند یک کودک" توصیف کرد و به کنجکاوی و عصبی بودن کوزمو اشاره کرد، همچنین به آسانی ناامید شدن او "وقتی که اوضاع طبق میلش پیش نمی‌رود"، که به شخصیتی منجر می‌شود که او آن را "دوست‌داشتنی" یافت. نیک استت از The Verge نیز ویژگی‌های خاص کوزمو را تحسین کرد و گفت که آن‌ها او را به یاد تجربیات دوران کودکی‌اش در کاوش "چیزی که به طرز مرموزی طبیعی به نظر می‌رسید" می‌اندازند. مارک چکسفیلد از TechRadar کوزمو را یک اسباب‌بازی "فوق‌العاده" خواند و گفت که این ربات او را "بارها و بارها به لبخند وا می‌داشت".

### فروش
گزارش شده است که تا آگوست ۲۰۱۸، "صدها هزار" واحد از کوزمو به فروش رفته بود. آنکی همچنین ادعا کرد که کوزمو در آگوست ۲۰۱۸ پرفروش‌ترین اسباب‌بازی در آمازون در ایالات متحده، بریتانیا و فرانسه بوده است.

## میراث

### وکتور
آنکی ، وکتور  جانشین کوزمو، را در ۱۲ اکتبر ۲۰۱۸ پس از اینکه ابتدا در پلتفرم تامین مالی جمعی کیک‌استارتر ثبت شد، منتشر کرد. وکتور قرار بود بیشتر به بزرگسالان توجه کند، در حالی که کوزمو بیشتر مخصوص کودکان طراحی شده بود.
بر خلاف کوزمو، وکتور قادر است به درخواست‌های صوتی پاسخ دهد و اطلاعاتی مانند زمان فعلی یا وضعیت هوا را ارائه دهد، و بیشتر شبیه به یک دستیار مجازی است تا یک اسباب‌بازی کودکان یا یک دستگاه آموزشی. با این حال، مانند کوزمو، وکتور نیز دارای شخصیتی منحصر به فرد است که از شخصیت کوزمو توسعه یافته است. Palatucci  گفت که در حال توسعه وکتور، هدف این بود که "چگونگی آوردن یک شخصیت علمی-تخیلی به یک فرم فیزیکی را کشف کنیم."
Tappeiner گفته که کوزمو و وکتور به دلیل علاقه آنکی به آینده‌ای که در آن انسان‌ها و ربات‌ها در خانه‌های مردم با هم زندگی می‌کنند، ساخته شدند. اگرچه وکتور از فناوری cloud استفاده می‌کند، مانند دریافت به‌روزرسانی‌ها ، توسعه‌دهندگان اولویت دادند که وکتور فقط داده‌ها را به صورت محلی ذخیره کند.

### کار های استخراج شده (الهم گرفته شده )
شکل و بیان کوزمو الهام بخش بسیاری از روبات های دیگر، به ویژه  Amazon's Astro  و Keyi Tech's Loona بوده است.
1. ↑  "Cozmo". Wikipedia (به انگلیسی). 2024-05-30.